# Casa Domènech (Sant Feliu de Guíxols)
La Casa Domènech és una obra racionalista de Sant Feliu de Guíxols (Baix Empordà) inclosa a l'Inventari del Patrimoni Arquitectònic de Catalunya.

## Descripció
Es tracta d'un bloc de sis apartaments idèntics, amb solàrium i piscina al terrat. Està situat a la part posterior de la finca ocupada per la casa Domènech-Girbau, aprofitant el desnivell del terreny.
Exteriorment l'edifici és un prisma de base rectangular. La distribució de l'habitatge-tipus es va fer amb l'objectiu que les habitacions s'orientessin en direcció SE, amb vista al mar, i que la part propera a la carretera de Palamós l'ocupes una façana llisa, pràcticament sense obertures.

## Història
L'edifici fou bastit per ser ocupat per sis germans, al costa de l'antiga casa dels pares, construïda el 1910 per Josep Goday. Data dels anys 1970-71 i és obra de l'Estudi S.D.P.